# Nothing Is Quick in the Desert
Nothing Is Quick in the Desert è il quattordicesimo album in studio del gruppo musicale statunitense Public Enemy, pubblicato nel 2017.

## Tracce
1. Nothing Is Quick In The Desert – 1:21
2. sPEak! – 3:33
3. Yesterday Man – 4:21
4. Exit Your Mind – 0:52
5. Beat Them All – 2:56
6. Smash The Crowd – 3:33
7. If You Can't Join Em Beat Em – 1:28
8. So Be It – 3:51
9. SOC MED Digital Heroin – 3:55
10. Terrorwrist – 1:58
11. Toxic – 3:12
12. Sells Like Teens Hear It – 2:58
13. Rest In Beats (Part 1 & 2) – 6:54